# Sáu điều Công an
Sáu điều Công an (tiếng Trung: 公安六条; Hán-Việt: Công an lục điều), chính thức gọi là Quy định về Tăng cường Công tác An ninh Công cộng trong Đại Cách mạng Văn hóa Vô sản (tiếng Trung: 关于无产阶级文化大革命中加强公安工作的若干规定), là một chỉ thị được Ban Chấp hành Trung ương Đảng Cộng sản Trung Quốc và Quốc vụ viện Cộng hòa Nhân dân Trung Hoa ban hành ngày 13 tháng 1 năm 1967. Nội dung trong sáu điều này dùng để chỉ đạo những tổ chức của Đảng và Nhà nước thực hiện các bước trừng phạt thành phần phản cách mạng, củng cố chuyên chính vô sản và xác định các hạng "thành viên xấu của xã hội". Đây là một trong những lời biện minh chính thức chính cho cuộc đàn áp hàng triệu người trong Cách mạng Văn hóa. Năm 1979, Trung ương Đảng Cộng sản Trung Quốc đã hủy bỏ nó sau khi chỉ thị này bị đổ lỗi vì một số lượng lớn các hình phạt bất công và tố cáo sai lầm đi kèm với Cách mạng Văn hóa.

## Sáu điều
Chỉ thị này được chia thành sáu điều được đặt tên như vậy. Những điều này là:
1) Việc trừng phạt được thực hiện theo pháp luật đối với những phần tử phản cách mạng phạm tội giết người, đốt phá, đầu độc, cướp bóc, bí mật mưu sát thông qua các vụ tai nạn giao thông được dàn dựng hoặc tấn công công khai vào các nhà tù, cơ sở giam giữ tội phạm hoặc thông đồng với nước ngoài, đánh cắp bí mật nhà nước và tham gia vào các hoạt động phá hoại..
2) Việc trừng phạt sẽ được thực hiện theo pháp luật đối với những kẻ công kích, vu khống lãnh tụ vĩ đại Mao Chủ tịch và đồng chí thân cận của người là Lâm Bưu bằng cách gửi thư nặc danh phản cách mạng, công khai hoặc ngấm ngầm đăng tải và phát tán truyền đơn phản cách mạng, viết và hô khẩu hiệu phản động.
3) Quần chúng cách mạng, tổ chức quần chúng cách mạng đều được bảo vệ. Phần tử cánh tả sẽ được bảo vệ. Đánh nhau đều bị nghiêm cấm. Hình phạt được áp dụng đối với những kẻ là thủ phạm chính, những người có liên quan sâu sắc hoặc âm mưu đánh đập quần chúng cách mạng.
4) Địa chủ, phú nông, phản cách mạng, cánh hữu không được tham gia trao đổi kinh nghiệm cách mạng, lẻn vào các tổ chức cách mạng hoặc thành lập tổ chức riêng.
5) Nghiêm cấm phổ biến những tuyên bố phản động dưới chiêu bài dân chủ hơn hoặc các phương tiện khác.
6) Xử phạt cán bộ đảng, nhà nước, quân đội, công an vi phạm các quy định trên hoặc đàn áp quần chúng cách mạng với những tội danh bịa đặt.

## Tác động
Sáu điều này vốn nổi tiếng vì được sử dụng trong Cách mạng Văn hóa để bức hại hàng triệu người với những lời tố cáo không có thật là chống đối Mao Chủ tịch hoặc các hoạt động phản cách mạng khác, hoặc đơn giản là sai lầm giai cấp. Chúng từng được Bè lũ Bốn tên lợi dụng hòng trừng phạt những người bất đồng chính kiến và bất kỳ ai khác bị coi là thế lực thù địch. Sau sự sụp đổ của Bè lũ Bốn tên, Trung ương Đảng Cộng sản Trung Quốc đã bãi bỏ tài liệu này vào ngày 17 tháng 2 năm 1979 và buộc tội Bè lũ Bốn tên và cựu Bộ trưởng Bộ Công an Tạ Phú Trị với nhiều tội danh.